# Frankliniella hawksworthi
Frankliniella hawksworthi är en insektsart som beskrevs av O'neill 1970. Frankliniella hawksworthi ingår i släktet Frankliniella och familjen smaltripsar. Inga underarter finns listade i Catalogue of Life.